# Piaski (Powiat Gostyński)
Piaski (deutsch: Sandberg) ist eine Stadt und Sitz der gleichnamigen Landgemeinde in Polen. Der Ort liegt im Powiat  Gostyński der Wojewodschaft Großpolen. 

## Gemeinde
Zur Landgemeinde Piaski gehören 17 Ortsteile (deutsche Namen bis 1945) mit einem Schulzenamt:
| - Anteczków - Bielawy Szelejewskie - Bodzewo (Bodzewo, 1939–1945 Bodenstätt) - Bodzewko Pierwsze - Bodzewko Drugie - Drzęczewo Pierwsze - Drzęczewo Drugie - Godurowo - Głogówko - Grabonóg (Grabonog, 1939–1945 Lindenhöh) - Józefowo - Lafajetowo (Lafajetowo, 1939–1945 Feiernau) | - Lipie (Lipie, 1939–1945 Lindenhof) - Łódź (Lodz, 1939–1945 Friedrichshof) - Michałowo (Michalowo, 1939–1945 Michelsdorf) - Piaski (Sandberg) - Podrzecze - Rębowo - Smogorzewo - Stefanowo (Stefanowo, 1939–1945 Neugrund) - Strzelce Małe (Strzelce Male, 1939–1945 Klein-Schütze) - Strzelce Wielkie (Strzelce Wielkie, 1939–1945 Schützen) - Tanecznica |

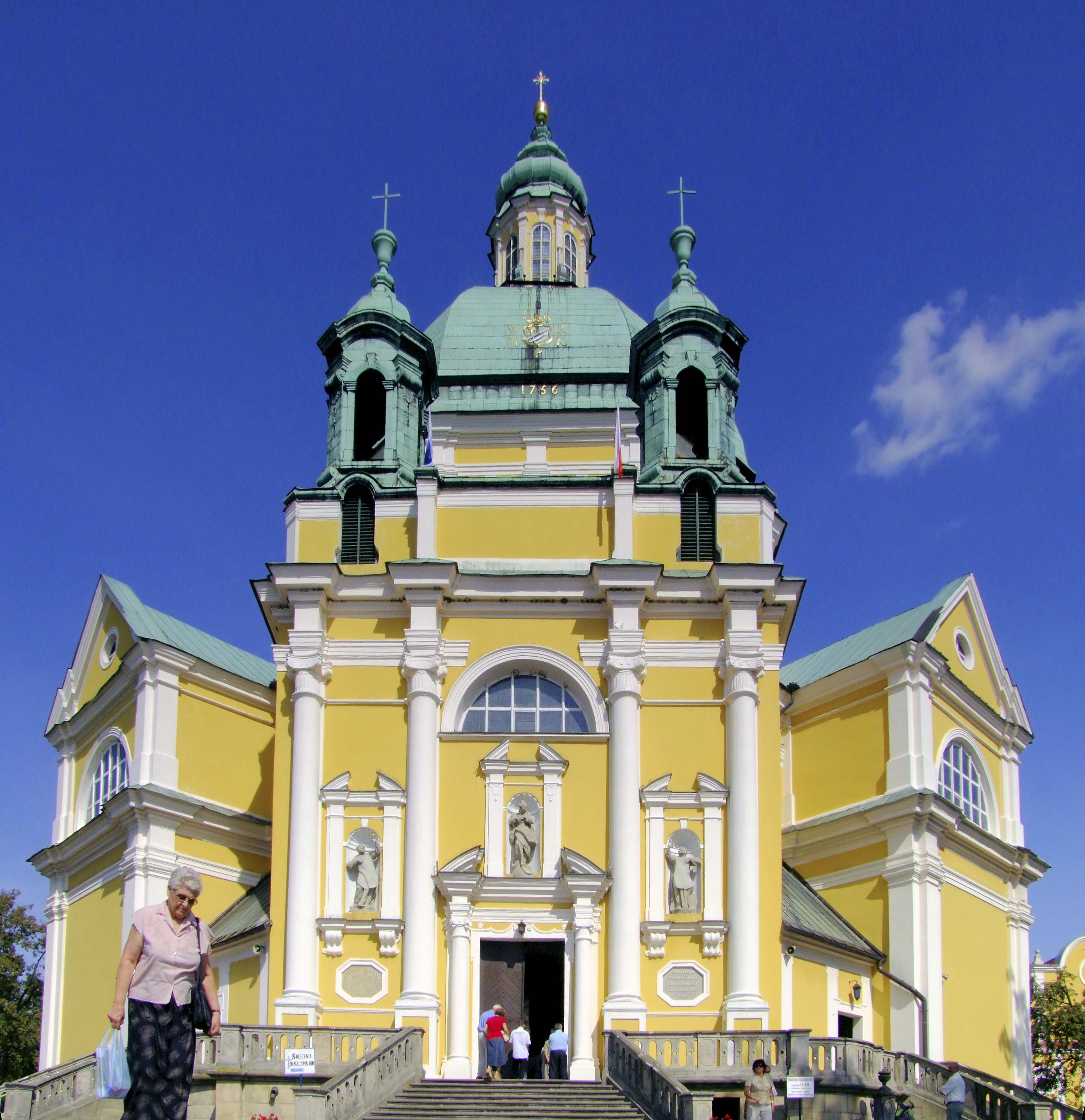
Mariä-Empfängnis-Basilika auf dem Heiligenberg in Głogówko

Weitere Ortschaften der Gemeinde sind Drogoszewo (Mühlenberg), Szelejewo Drugie, Szelejewo Pierwsze und Talary (Fichtenhof).